# Дім на горі
«Дім на горі»  — роман українського письменника Валерія Шевчука, що є одним із найбільш знакових творів химерної прози. Роман, виданий вперше у 1983 році, складається з одноіменної повісти-преамбули та циклу з тринадцяти новел. Крім того, він входить до списку ста найкращих творів української літератури за версією українського ПЕН.

## Контекст написання
Як зазначає сам автор, «Дім на горі» він написав «з кінця»: з другої, фольклорно-фантастичної, частини книжки. Перші оповідання з неї з'явилися наприкінці 1960-х і були змушені «вилежуватись», оскільки твори Шевчука не допускались до друку. Вони мали становити самостійну книжку «Голос трави», але в процесі підготовки тексту автор вирішив дописати до них «повість-преамбулу», власне «Дім на горі».
Серед інтенцій твору Шевчук виокремлює також «полеміка» з Гоголем щодо українського фольклору.

## Сюжет
У першій частині роману дія відбувається довкола «дому на горі» — магічного простору, де живе жіноча родина. Замолоду кожна жінка проходить своєрідне випробування «дженджуриком» — елегантним чоловіком, що має демонічні ознаки. Якщо вона піддається спокусі, від цього зв'язку народжується хлопчик, що приречений все життя блукати світом. Натомість «справжній» суджений з'являється пізніше і обов'язково просить у господині води. Від цього зв'язку народжуються дівчата, які продовжують існування роду в «домі».
Другу частину роману складають оповідання, писані «козопасом Іваном Шевчуком» та «прилаштовані до літературного вжитку» його онуком (інакше кажучи, створені тими самими чоловіками, народженими від нечистого). Дія оповідань відбувається в ранньомодерній Україні, яка «очуднена» присутністю потойбічних сил, які переважно несуть загрозу і з якими треба змагатися.

## Критика
Дослідниця Анна Берегуляк, порівнюючи роман Шевчука із романом «Будинок духів» Ізабель Альєнде, зазначає, що мета обох творів — «через магічний реалізм та міф створити легалізовану культурну ідентичність, незважаючи на репресії, які пережили обидві культури». Також, на думку дослідниці, «Дім на горі» своєрідно «перепрочитує» шевченківський міф покритки: «У Шевчуковому міфі мати (…) має можливість перестати бути жертвою і зцілитися», а також — «передати свій досвід доньці через міф». На думку дослідниці, «джигун» Шевчука співвідноситься з Шевченковим «москалем».
Пов'язаність міфу Шевчука із Шевченковим міфом про жінку (інакше кажучи, потреба «переписування» Шевченкового мотиву покритки), на думку дослідниці, свідчить про невирішену колоніальну проблематику. Отже, цю схему можна перенести й на «національний» рівень: міф, створений Шевченком, «архетипно описує соціальне й культурне закріпачення України XIX століття і (…) пропонує (…) програму духовного та політичного визволення нації. (…) Зв'язок між материнським та національним (…) є природним приводом для переосмислення міфа української ідентичності, оскільки в усій новочасній українській літературі від Шевченка до самого Шевчука широко застосовувався символ України як трагічної постаті матері». Отже, Шевчук «критично переписує Шевченка, опираючись творенню традиційного месіанського образу (…) [і] відкриває шлях до більш тонкого й складного конструювання постколоніальної ідентичності».
Однак, поряд із цим, дослідниця ставить питання про те, що «Шевчукове наголошування на чоловічому літописанні історії дому, населеного жінками, криє у собі небезпеку підсилення колоніального й патріархального стереотипів ідентичності» й, відповідно, позбавляє «жіночий літопис» суб'єктності. Як можливу відповідь на своє питання дослідниця подає потребу автора «рахуватися з уже існуючим образом жінки й матері (як жертви і як символу колоніального статусу України), на власний спосіб з цим образом полемізуючи». При цьому, твір Шевчука «спонукає до ширшої дискусії з приводу амбівалентності культурної та національної ідентичності», «не вичерпуючи її динаміки і не обмежуючи широти її інтерпретацій»:
|  | “Дім на горі” виявляє напругу між колоніальним та постколоніальним у літературі та культурній ідентичності: Шевчук показує зникнення колоніального типу свідомості, але, “зцілюючи” від нього, залишає для нього місце в історії розвитку української ідентичності |

Що ж до чоловічого аспекту міфу в романі, то Марко Павлишин пропонує інтерпретувати його у фройдівському ключі. Натомість Берегуляк зазначає, що «Шевчуків „Літопис про батьків“ саме і є літописанням про колишніх репресованих: письменники колоніальної України». Отже, «Дім на горі», на думку Михайла Жулинського, є для синів-чоловіків «своєрідним Парнасом».

## Значення роману в українській літературі
На думку літературознавця Марка Павлишина, «Дім на горі» «є явищем майже безпрецедентним», оскільки він «у самій своїй структурі відмовляється бути співвідповідальним за пропагування української культурної меншовартости».
Попри те, що «Дім на горі» поділяє чимало ознак із химерним романом, Шевчук докорінно переосмислює цей жанр, вступаючи у полеміку з ним та із «закодованими в ньому культурно-політичними тезами», висловлюючи при цьому «своєрідні й відважні погляди в дуже конкретній дискусії на тему української національної культури та літератури».
Павлишин доводить, що «химерний роман, який (…) міг би фігурувати як український „національний“ жанр, насправді є аргументом проти української літератури як самобутнього явища. Це ще один засіб підривання престижу української культури, асоціюючи її з стихією сільською, відсталою, безперспективною».
Саме цій усталеній традиції химерної прози Шевчук протиставляє показово негумористичний пафос, позаетнографічне символічне зображення буколічного простору та можливість багаторівневого прочитання твору. І тому, попри позірну «ідеологічну нейтральність», на думку літературознавця, «Дім на горі» «стає аргументом життєздатности, природности, нормальности й рівноправности української літератури».

## Видання
- Валерій Шевчук, Дім на горі. Роман-балада. — К.: Рад. письменник, 1983. — 487 с.
- Шевчук, Валерій. Дім на горі. — К. : А-БА-БА-ГА-ЛА-МА-ГА, 2011. — 559 с.
- Шевчук, Валерій. Дім на горі. — Вид. 2-ге. — К. : А-БА-БА-ГА-ЛА-МА-ГА, 2013. — 558, [1] с.
- Шевчук, Валерій. Дім на горі. — Вид. 3-тє. — Київ: А-БА-БА-ГА-ЛА-МА-ГА, 2017. — 558, [2] с.